# 울프 농업상
다음은 울프상 농업 분야 수상자 목록이다.

## 역대 수상자 목록
| 연도      | 이름                            | 국적        | 업적 |
| 1978      | 조지 F. 스프래그                | 미국        | 인간 복지를 위한 옥수수의 유전적 개량에 관한 뛰어난 연구 |
| 1978      | 존 찰스 워커                    | 미국        | 식물 병리학 연구, 주요 식품 식물의 질병 저항성 품종 개발 |
| 1979      | 제이 L. 러쉬                    | 미국        | 가축 개량에 대한 유전학의 적용에 대한 그의 탁월하고 선구적인 공헌 |
| 1979      | 케네스 블랙스터                 | 영국        | 반추 동물 영양 및 가축 생산의 과학 및 실천에 대한 근본적인 공헌 |
| 1980      | 칼 마라모로쉬                   | 미국        | 곤충과 식물의 질병 인자 사이의 상호 작용에 대한 선구적이고 광범위한 연구 |
| 1981      | 존 O. 알퀴스트                  | 미국        | 인공 수정을 가축 개량에 적용 |
| 1981      | 헨리 A. 라디                    | 미국        | 정자의 저장 및 보존에 대한 선구적인 연구 |
| 1981      | 글렌 W. 솔즈베리                | 미국        | 인공수정에 관한 기초 및 응용 연구 |
| 1982      | 웬델 L. 로엘로프스              | 미국        | 페로몬에 대한 기본적인 화학 및 생물학적 연구와 곤충 제어에 대한 실용적인 사용 |
| 1983/1984 | 돈 커캄                         | 미국        | 작물 성장과 수확량에 영향을 미치는 토양-수분 및 기타 환경 상호 작용에 대한 정량적 이해에 대한 혁신적인 기여                                                                                                  |
| 1983/1984 | 코르넬리스 T. 드 위트           | 네덜란드    | 작물 성장과 수확량에 영향을 미치는 토양-수분 및 기타 환경 상호 작용에 대한 정량적 이해에 대한 혁신적인 기여                                                                                                  |
| 1984/1985 | 로버트 H. 버리스                | 미국        | 생물학적 질소 고정 메커니즘과 작물 생산에 적용하는 선구적인 기초 연구 |
| 1986      | 랄프 라일리                     | 영국        | 곡물의 유전적 개선을 위한 기초를 제공하는 밀의 세포유전학에 대한 기초 연구 |
| 1986      | 어니스트 로버트 시어스          | 미국        | 곡물의 유전적 개선을 위한 기초를 제공하는 밀의 세포유전학에 대한 기초 연구 |
| 1987      | 테오도르 오토 디너              | 미국        | 바이로이드에 대한 발견 및 선구적인 기초 연구와 농작물에서 바이로이드 검출에 대한 응용 작업 |
| 1988      | 샤를 티볼트                     | 프랑스      | 세포 보존, 수정 과정, 난자 생물학 및 가축 개량을 위한 배아 조작을 포함한 생식 생리학 분야의 선구자적 연구.                                                                                                   |
| 1988      | 어니스트 존 크리스토퍼 폴지     | 영국        | 세포 보존, 수정 과정, 난자 생물학 및 가축 개량을 위한 배아 조작을 포함한 생식 생리학 분야의 선구자적 연구.                                                                                                   |
| 1989      | 피터 M. 빅스                    | 영국        | 기초 과학에 대한 뛰어난 공헌과 동물 건강 및 농작물 보호 분야에서 성공적으로 실천 |
| 1989      | 마이클 엘리엇                   | 영국        | 기초 과학에 대한 뛰어난 공헌과 동물 건강 및 농작물 보호 분야에서 성공적으로 실천 |
| 1990      | 요셉 슈테판 셸                  | 벨기에      | 식물의 유전적 변형에 대한 그의 선구적인 작업으로 기본 식물 과학 및 육종의 새로운 지평을 연 공로 |
| 1991      | 샹 파양                         | 대만/미국   | 생합성 메커니즘, 작용 방식 및 식물 호르몬인 에틸렌의 응용에 대한 이해에 공헌 |
| 1992      | 수상자 없음                     | 수상자 없음 | 수상자 없음 |
| 1993      | 존 E. 카시다                    | 미국        | 살충제의 작용 방식에 대한 선구적인 연구, 보다 안전한 살충제 설계, 곤충의 신경 및 근육 기능 이해에 기여한 공로                                                                                                |
| 1994/1995 | 칼 B. 허퍼커                    | 미국        | 농작물 보호를 위한 환경적으로 유익한 통합 해충 관리 시스템의 개발 및 구현에 기여한 공로 |
| 1994/1995 | 페리 애드키슨                   | 미국        | 농작물 보호를 위한 환경적으로 유익한 통합 해충 관리 시스템의 개발 및 구현에 기여한 공로 |
| 1995/1996 | 모리스 슈니처                   | 캐나다      | 토양 유기물의 화학적 이해와 농업에 대한 적용에 선구적인 기여를 한 공로 |
| 1995/1996 | 프랭크 J. 스티븐슨              | 미국        | 토양 유기물의 화학적 이해와 농업에 대한 적용에 선구적인 기여를 한 공로 |
| 1996/1997 | 닐 L. 퍼스트                    | 미국        | 가축의 생식 생물학에 대한 선구적인 연구 |
| 1998      | 일란 쳇                         | 이스라엘    | 육종 및 생물학적 제어에 대한 혁신적인 접근 방식을 통해 세계 농업의 환경적으로 안전한 개발에 기여한 공로 |
| 1998      | 발두르 R. 스테판슨              | 캐나다      | 육종 및 생물학적 제어에 대한 혁신적인 접근 방식을 통해 세계 농업의 환경적으로 안전한 개발에 기여한 공로 |
| 1999      | 수상자 없음                     | 수상자 없음 | 수상자 없음 |
| 2000      | 구르데브 쿠쉬                   | 인도        | 식량 생산 및 기아 완화와 관련하여 특히 벼의 식물 유전학, 진화 및 육종에 대한 이론적 연구에 대한 탁월한 공헌.                                                                                                 |
| 2001      | 로저 N. 비치                    | 미국        | 재조합 DNA 기술을 사용하여 식물 및 동물 과학을 혁신하고 인접 분야에 적용 |
| 2001      | 제임스 E. 워맥                  | 미국        | 재조합 DNA 기술을 사용하여 식물 및 동물 과학을 혁신하고 인접 분야에 적용 |
| 2002/2003 | R. 마이클 로버츠                | 영국/미국   | 인터페론 타우 및 기타 임신 관련 단백질의 발견으로 배아와 산모 사이에서 임신을 유지하기 위한 신호 전달의 생물학적 미스터리를 밝히고 동물 생산 시스템의 효율성과 인간의 건강 및 생활에 심오한 영향을 미친 공로 |
| 2002/2003 | 풀러 W. 베이저                  | 미국        | 인터페론 타우 및 기타 임신 관련 단백질의 발견으로 배아와 산모 사이에서 임신을 유지하기 위한 신호 전달의 생물학적 미스터리를 밝히고 동물 생산 시스템의 효율성과 인간의 건강 및 생활에 심오한 영향을 미친 공로 |
| 2004      | 위안 롱핑                       | 중국        | 잡종 벼의 혁신적인 개발과 이 중요한 주식에서 잡종의 유전적 기반 발견 |
| 2004      | 스티븐 D. 탱슬리                | 미국        | 잡종 벼의 혁신적인 개발과 이 중요한 주식에서 잡종의 유전적 기반 발견 |
| 2005      | 수상자 없음                     | 수상자 없음 | 수상자 없음 |
| 2006/2007 | 로날드 L. 필립스                | 미국        | 유전학 및 유전체학의 획기적인 발견, 농작물 및 가축 육종 개선의 토대 마련, 식물 및 동물 과학의 중요한 발전 촉발                                                                                               |
| 2006/2007 | 마이클 A J.조르주               | 벨기에      | 유전학 및 유전체학의 획기적인 발견, 농작물 및 가축 육종 개선의 토대 마련, 식물 및 동물 과학의 중요한 발전 촉발                                                                                               |
| 2008      | 존 A. 피켓                      | 영국        | 식물-곤충 및 식물-식물 상호 작용을 지배하는 메커니즘에 대한 놀라운 발견과 화학 생태학에 대한 과학적 기여로 통합 해충 관리의 개발을 촉진하고 농업 지속 가능성을 크게 발전시킨 공로                            |
| 2008      | 제임스 H. 텀린슨                | 미국        | 식물-곤충 및 식물-식물 상호 작용을 지배하는 메커니즘에 대한 놀라운 발견과 화학 생태학에 대한 과학적 기여로 통합 해충 관리의 개발을 촉진하고 농업 지속 가능성을 크게 발전시킨 공로                            |
| 2008      | W. 조 루이스                    | 미국        | 식물-곤충 및 식물-식물 상호 작용을 지배하는 메커니즘에 대한 놀라운 발견과 화학 생태학에 대한 과학적 기여로 통합 해충 관리의 개발을 촉진하고 농업 지속 가능성을 크게 발전시킨 공로                            |
| 2009      | 수상자 없음                     | 수상자 없음 | 수상자 없음 |
| 2010      | 데이비드 바울컴                 | 영국        | 식물의 작은 억제 RNA 분자에 의한 유전자 조절의 선구적인 발견 |
| 2011      | 해리스 A. 르윈                  | 미국        | 동물 농업의 근본적이고 실용적인 측면 모두에 기여 |
| 2011      | R. 제임스 쿡                    | 미국        | 작물 생산성 및 질병 관리에 영향을 미치는 식물 병리학 및 토양 미생물학의 중요한 발견 |
| 2012      | 수상자 없음                     | 수상자 없음 | 수상자 없음 |
| 2013      | 요아킴 메싱                     | 독일/미국   | 농업에 혁명을 일으킨 재조합 DNA 복제의 혁신과 농작물의 유전 암호 해독 |
| 2013      | 재러드 다이아몬드               | 미국        | 농작물 가축화의 선구적인 이론, 농업의 부상과 그것이 인간 사회의 발전과 소멸에 미치는 영향, 환경의 생태학에 미치는 영향에 대한 연구                                                                           |
| 2014      | 호르헤 두브코프스키             | 미국        | 최첨단 게놈 기술을 사용하여 식물과 동물 연구에 획기적인 기여를 한 공로 |
| 2014      | 레이프 안데르손                 | 스웨덴      | 최첨단 게놈 기술을 사용하여 식물과 동물 연구에 획기적인 기여를 한 공로 |
| 2015      | 린다 J. 사이프                  | 미국        | 장-유방 면역 축에 대한 기초 지식의 광범위한 기여로 이어지고 백신 및 백신 접종 전략을 설계하는 새로운 방법을 제공한 식용 동물 및 인간의 새로운 장 및 호흡기 바이러스를 발견                                   |
| 2016      | 트루디 맥케이                   | 미국        | 유전자, 특성 및 환경 효과 사이의 상호 작용을 연구하는 정량적 유전학 연구 |
| 2017      | 수상자 없음                     | 수상자 없음 | 수상자 없음 |
| 2018      | 진 E. 로빈슨                    | 미국        | 꿀벌의 유기체 및 집단 생물학에서 유전체학 혁명을 이끈 공로 |
| 2019      | 데이비드 질버만                 | 미국        | 기본적인 농업 경제 및 정책 질문에 답하기 위해 경제 모델 및 계량 경제학적 의사 결정 프레임워크를 개발하기 위해 농업 경제 시스템의 생물물리학적 특징 규명                                                      |
| 2020      | 캐롤라인 딘                     | 영국        | 개화시기 조절과 춘화화의 후성유전학적 기초에 대한 선구적인 발견 |
| 2021      | 수상자 없음                     | 수상자 없음 | 수상자 없음 |
| 2022      | 파멜라 로날드                   | 미국        | 쌀의 질병 저항성과 환경 스트레스 내성에 대한 선구적인 연구 |
| 2023      | 마르티누스 테오도르 반 게누히텐 | 브라질      | 물의 흐름을 이해하고 토양의 오염 물질 이동을 예측하는 획기적인 연구 |